# St. Georg (Großweil, neu)

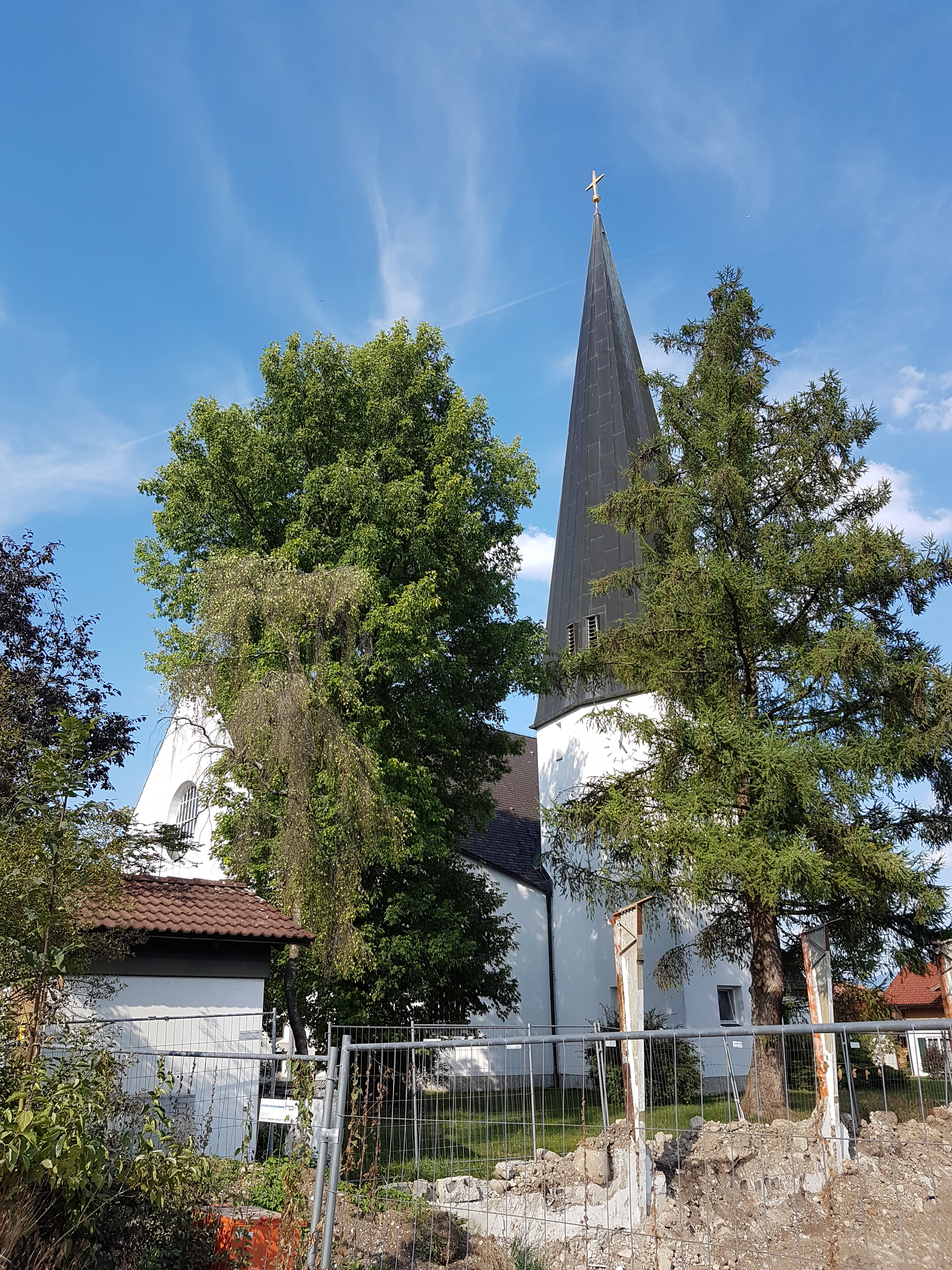
St. Georg in Großweil

Die römisch-katholische Filialkirche St. Georg in Großweil im oberbayerischen Landkreis Garmisch-Partenkirchen gehört als Teil der Pfarrei St. Tertulin Schlehdorf im Pfarrverband Heimgarten-Schlehdorf-Ohlstadt-Großweil zum Dekanat Werdenfels des Erzbistums München und Freising. Das Gotteshaus hat die Adresse Kleinweiler Straße 4.

## Geschichte
Durch den großen Bevölkerungszuwachs in Großweil nach dem Zweiten Weltkrieg wurde die alte St.-Georgs-Kirche zu klein und ein Neubau notwendig. Im Jahr 1957 wurde ein etwa 2000 Quadratmeter großes Grundstück erworben und im April 1960 der Grundstein für den Bau nach Plänen des Murnauer Architekten Fritz Hierl gelegt. Noch im selben Jahr wurde das Dach fertiggestellt und am 22. Oktober 1961 erfolgte die Kirchweihe durch Weihbischof Johannes Neuhäusler.
Wie die alte Großweiler Kirche erhielt auch die neue den heiligen Georg als Kirchenpatron.

## Beschreibung und Ausstattung
Die geostete Saalkirche ist modern gestaltet.

## Orgel

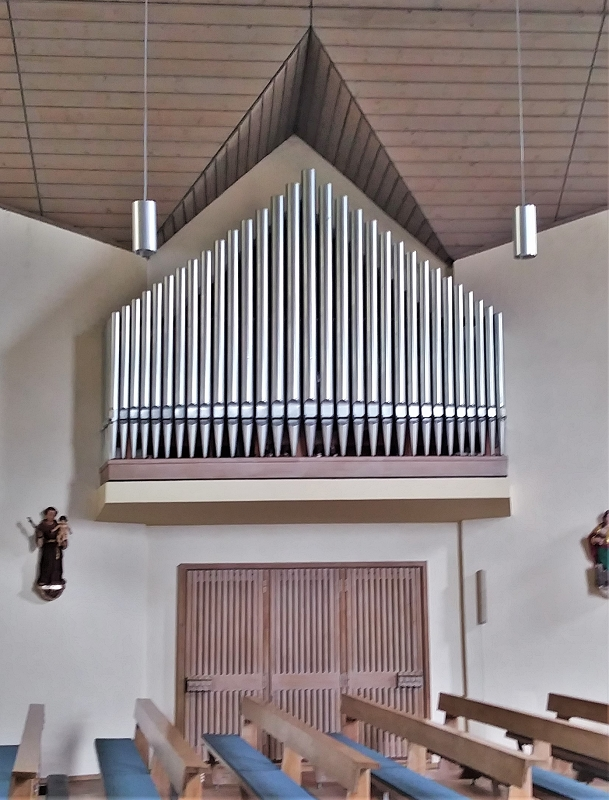
Orgel

Die Orgel mit elektro-pneumatischer Spiel- und Registertraktur wurde 1962 von Alois Wölfl erbaut. Die Pfeifen des II. Manuals und der Spieltisch befinden sich auf der linken Empore, die Pfeifen des I. Manuals und Pedals auf der rechten, beide Male in Freipfeifenprospekten. Das Instrument besitzt folgende Disposition:
| I Hauptwerk C–g3 |       |
| Prinzipal        | 8′    |
| Gedeckt          | 8′    |
| Octave           | 4′    |
| Rohrflöte        | 4′    |
| Quinte           | 2 ⁄3′ |
| Nachthorn        | 2′    |
| Mixtur IV–V      | 2′    |
| Oboe             | 8′    |

| II Rückpositiv C–g3 |       |
| Metallflöte         | 8′    |
| Weidenpfeife        | 8′    |
| Kleingedackt        | 4′    |
| Kleinprincipal      | 2′    |
| Quartan II          | 1 ⁄3′ |

| Pedal C–f1    |        |
| Subbass       | 16′    |
| Zartbass 1    | 16′    |
| Octavbass     | 8′     |
| Gedacktpommer | 8′     |
| Choralflöte   | 4′     |
| Kornett IV–V  | 5 1⁄3′ |

- Koppeln: II/I, I/P, II/P
- Spielhilfen: 1 freie Kombination, Tutti, Automatisches Pianopedal, Crescendowalze